# Жовтень 2019
Жовтень 2019 — десятий місяць 2019 року, що розпочався у вівторок 1 жовтня та закінчився в четвер 31 жовтня.

## Події
- 1 жовтня
  - Президент України Володимир Зеленський відповів на лист Мартіна Сайдіка, що Україна погоджує текст «формули Штайнмаєра», яка надає особливий статус ОРДЛО[1].
  - Військово-морські сили США провели випробування нової протикорабельної крилатої ракети NSM недалеко від острова Гуам у Тихому океані.[2][3]
- 2 жовтня
  - У багатьох містах України пройшли протесті акції «Ні капітуляції!» проти імплементації Мінських угод за «формулою Штайнмаєра»[4].
- 3 жовтня
  - Компанія Facebook представила новий додаток для обміну повідомленнями серед користувачів соцмережі Instagram: Threads.[5][6]
- 4 жовтня
  - Прем'єр-міністр України Олексій Гончарук представив п'ятирічний план уряду технократів[7].
  - Ан-12, що належав компанії Ukraine Air Alliance, під час виконання чартерного рейсу з Іспанії до Туреччини розбився біля Міжнародного аеропорту «Львів» імені Данила Галицького при спробі здійснити вимушену посадку. П'ятеро людей загинули, ще троє — травмовані.[8]
  - Європейський Союз виділив Україні 12 мільйонів євро на реформу державного управління.[9][10]
- 5 жовтня
  - Український боксер Денис Берінчик захистив титул Інтернаціонального чемпіона в легкій вазі за версією Світової боксерської організації[11].
  - У Дніпрі біля 5-поверхової будівлі гуртожитку № 2 університету «Дніпровська політехніка» стався провал ґрунту завглибшки півтора метра, студентів відселено[12].
- 6 жовтня
  - У десятках українських міст та закордоном відбулися акції «Ні капітуляції!» проти «формули Штайнмаєра» та відведення українських військ від лінії розмежування на Донбасі[13].
  - На Чемпіонаті світу з легкої атлетики, що проходив у Катарі, найбільшу кількість нагород здобули спортсмени США, українські атлети здобули дві срібні нагороди.[джерело?]
- 7 жовтня
  - Нобелівську премію з фізіології або медицини отримали американці Вільям Келін, Грег Семенза та британець Пітер Реткліфф за дослідження того, як клітини реагують та адаптуються до доступності кисню[14].
  - Печерський суд Києва обрав запобіжний захід Сергію Пашинському у вигляді тримання під вартою до 4 грудня 2019 року без права внесення застави[15].
- 8 жовтня
  - Нобелівську премію з фізики отримали канадець Джеймс Піблс за теоретичні відкриття у фізичній космології та швейцарці Мішель Майор і Дідьє Кело за відкриття екзопланети, що обертається навколо сонцеподібної зірки[16].
  - Нью-Йорк таймс повідомила про розкриття західними спецслужбами таємного підрозділу 29155 ГРУ ГШ російської армії, який вже десять років дестабілізує Європу[17].
  - Турецький парламент ухвалив рішення про продовження військових операцій на території Сирії та Іраку до 30 жовтня 2020 року[18][19].
  - Парламент Нідерландів ухвалив рішення про додаткове розслідування у справі авіакатастрофи MH17 в Україні[20][21].
- 9 жовтня
  - Нобелівську премію з хімії отримали американець Джон Гудінаф, британець Стенлі Віттінгем та японець Йосіно Акіра за розробку літій-іонних батарей[22].
  - У двох німецьких містах, Ландсберг та Галле, сталася стрілянина, в результаті якої загинуло декілька людей[23][24].
  - Україна посіла 85-е місце серед 141 країн в рейтингу конкурентоспроможності Всесвітнього економічного форуму за 2019 рік, що на дві позиції нижче порівняно з 2018 роком[25][26].
  - Розпочалася Турецька інтервенція на північному сході Сирії[27].
- 10 жовтня
  - Лауреатами Нобелівської премії з літератури стали польська письменниця Ольга Токарчук (за 2018 рік) та австрійський письменник Петер Гандке (2019)[28].
  - Президент України Володимир Зеленський провів найдовшу у світовій історії пресконференцію, що тривала понад 14 годин, під час якої надав відповіді на понад 500 запитань від майже 300 журналістів[29].
- 11 жовтня
  - Лауреатом Нобелівської премії миру став Абій Ахмед Алі з Ефіопії за зусилля зі встановлення миру та міжнародної кооперації, зокрема, за його вирішальні зусилля з вирішення прикордонного конфлікту з сусідньою Еритреєю[30].
  - Переможцем Чемпіонату світу з мініфутболу вперше стала команда Мексики.[джерело?]
- 12 жовтня
  - На позачерговому засіданні Собор Православної Церкви Еллади визнав автокефалію ПЦУ[31].
  - Олександр Усик здобув дострокову перемогу в дебютному бою в суперважкій вазі проти американця Чазза Візерспуна[32].
  - Кенійський легкоатлет Еліуд Кіпчоґе встановив новий рекорд з марафону — він вперше в історії пробіг дистанцію за менш ніж за дві години — 1 годину 59 хвилин та 40 секунд[33].
- 13 жовтня
  - На виборах до Парламенту Польщі більшість отримала правляча партія Право і справедливість[34].
  - На Чемпіонаті світу зі спортивної гімнастики найбільшу кількість нагород отримали спортсмени США. Українці завоювали дві бронзи — Олег Верняєв та Ігор Радівілов.[джерело?]
- 14 жовтня
  - Премію імені Нобеля з економіки отримали американці Абхіджит Банерджі, Естер Дюфло та Майкл Кремер за експериментальний підхід до боротьби з бідністю[35].
  - Лауреатами Букерівської премії стали Маргарет Етвуд, роман «Заповіти» (The Testaments) та Бернардіна Еварісто, роман «Дівчина, жінка, інше» (Girl, Woman, Other)[36].
  - У багатьох містах України пройшла акція «Ні капітуляції!». У Києві в ній взяли участь до 20 тисяч чоловік[37][38].
  - Рух за незалежність Каталонії: у Барселоні протестувальники оголосили про блокаду аеропорту «Ель-Прат» після рішення Верховного суду Іспанії щодо вироку 12 каталонським лідерам, які брали участь в організації референдуму про незалежність регіону в 2017 році[39][40][41].
  - Збірна України перемогла Португалію і кваліфікувалася на Чемпіонат Європи з футболу 2020[42].
- 15 жовтня
  - Внаслідок тайфуну Хагібіс в Японії загинуло понад 70 людей, ще 200 поранено[43].
- 17 жовтня
  - Під час Загальних виборів у Гібралтарі обрано 17 членів парламенту.[джерело?]
- 18 жовтня
  - Український боксер Олександр Гвоздик зазнав поразки від росіянина Артура Бетербієва в об'єднавчому бою за чемпіонські пояси за версіями WBC та IBF у напівважкій вазі[44].
- 19 жовтня
  - Уперше двоє жінок-астронавтів — Крістіна Кох та Джессіка Мейр здійснили одночасний вихід у відкритий космічний простір[45].
- 21 жовтня
  - На федеральних виборах у Канаді[en] більшість здобули представники правлячої Ліберальної партії[46].
  - Керуючи вертольотом Robinson R44, у Полтавській області загинув колишній міністр Мінагрополітики Тарас Кутовий[47].
- 22 жовтня
  - В Японії відбулась коронація імператора Нарухіто[48].
- 23 жовтня
  - У Британському місті Грейс тридцять дев'ять осіб були знайдені мертвими[en] у вантажному контейнері, що прибув з Болгарії.[49]
- 25 жовтня
  - Національний банк України ввів у обіг банкноту номіналом 1000 гривень[50].
  - Компанія Google почала використовувати новий пошуковий алгоритм BERT (двонаправлений штучний інтелект-кодувальник), який повинен краще розуміти контекст запиту.[51][52]
  - На півдні Франції 3 людини загинули в результаті повені після злив.[53]
- 26 жовтня
  - Американський спецназ провів операцію з ліквідації Абу Бакра Аль-Багдаді, керівника Ісламської держави[54].
  - Українська легкоатлетка Ярослава Магучіх визнана найкращою юною спортсменкою Європи.[55][56]
  - У центрі Києва відбувся «Конопляний марш свободи» за декриміналізацію канабісу.[57]
- 27 жовтня
  - У Каліфорнії евакуювали близько 50 000 жителів через лісові пожежі на півночі штату[58][59]
  - У Кембриджі (Велика Британія) помер російський письменник і громадський діяч, один із засновників дисидентського руху в СРСР, Володимир Буковський[60][61]
  - Секретний міні-шатл ВПС США X-37B повернувся на Землю і приземлився в Космічному центрі імені Кеннеді (мис Канаверал, штат Флорида) після рекордних 780 діб на орбіті[62]
  - В Умбрії, області Італії, відбулися регіональні вибори, під час яких обрано 21 члена Законодавчої асамблеї.[джерело?]
- 28 жовтня
  - Голова Євроради Дональд Туск заявив, що Європейський союз погодився продовжити термін дії Brexit до 31 січня 2020 року.[63][64]
  - Український боксер напівсередньоваговик Сергій Богачук переміг Тайрона Брансона і завоював перемогу WBC Continental Americas Championship[65][66]
  - В єгипетській пустелі Сахара почав працювати найбільший сонячний парк Benban[67][68].
- 30 жовтня
  - Президент Чехії Мілош Земан під час урочистого прийому в Празькому граді заявив про те, що Крим є частиною Російської Федерації.[69][70]
  - 6 країн-союзниць США (Саудівська Аравія, Бахрейн, Кувейт, Оман, Катар і Об'єднані Арабські Емірати) у Перській затоці приєдналися до накладених санкцій на 25 суб'єктів, пов'язаних з «Корпусом вартових Ісламської революції» і ліванським угрупованням «Хезболла».[71]
  - Верховна Рада України перейменувала місто Переяслав-Хмельницький на Переяслав[72].
- 31 жовтня
  - В Японії згорів Замок Сюрі, який належить до світової спадщини ЮНЕСКО[73].
  - У Києві відбулось засідання комісії Україна-НАТО під головуванням генерального секретаря Єнса Столтенберга та Володимира Зеленського.[74]